# ポール・パーカー
ポール・アンドリュー・パーカー（Paul Andrew Parker, 1964年4月4日 - ）は、ロンドン出身の元サッカー選手、指導者、解説者。
イングランド代表にも選出されており、1990 FIFAワールドカップに出場した。

## クラブ経歴
パーカーはQPRに加入する前にフラムでサッカー選手としてのキャリアをスタートした。ディフェンスラインの選手としては低い身長であったが、すばしこい選手として名を上げ、1991年8月8日、200万ポンドの移籍金でQPRからマンチェスター・ユナイテッドへ移籍が決定し、同月に行われたノッツ・カウンティ戦でデビューを果たした。パーカーはオールド・トラッフォードで5シーズンを過ごし、怪我によりコンディションの維持に苦しんだが、アレックス・ファーガソン監督の下でクラブは成功を掴み始めた。
1992年にリーグカップ、翌年にプレミアリーグのタイトルを獲得し、さらに翌シーズンにはプレミアリーグとFAカップの2冠を達成したが、残りの2シーズンはガリー・ネヴィルが台頭し、最終的にはクラブと代表の両方でポジションを奪われる結果となった。
1994-95シーズンの大半を怪我により棒に振り、1995-96シーズンは怪我から回復したが、ガリー・ネヴィルにポジションを奪われ、プレミアリーグでは十分な出場機会を得られず、クラブは再び2冠を達成したが、パーカーはFAカップの決勝ではメンバーからも外れた。
パーカーは1996-97シーズンを前にダービー・カウンティと契約し、クラブはプレミアリーグへの昇格を果たしたが、レギュラーポジションを得るには至らず、11月の初めにシェフィールド・ユナイテッドへ移籍した。フラムに戻り、シーズンの終盤には怪我人が続出していたチェルシーに加入したが、クラブの26年振りのタイトル獲得となったFAカップの決勝では出場機会を与えられなかった。その後、パーカーはプロサッカー選手としてのキャリアを終え、ノン・リーグのヘイブリッジ・スウィフツへ加入した。

## 代表経歴
ボビー・ロブソンに見初められ、1989年にアルバニア代表戦でA代表デビュー。
B代表の試合にはすでに3試合の出場経験があったが、1989年5月19日にアイスランドで行われたアイスランド代表B代表戦においてはイングランドのファンから人種差別を受けた。
パーカーはQPRではセンターバックとしての起用が多く、代表の右サイドバックのレギュラーはゲーリー・スティーヴンスが務めていた。しかし、1990 FIFAワールドカップにはスティーヴンスの控えとしてメンバー入りをし、スティーヴンスが初戦のアイルランド代表戦で期待外れのパフォーマンスに終始したこともあり、パーカーは彼に代わってその後のワールドカップ5試合で起用された。
クリス・ワドルに率いられたチームは準決勝に進出し、西ドイツ代表との試合に臨んだが、パーカーは両チームのゴールに絡むことになった。
0-0で迎えた後半14分に西ドイツ代表はフリーキックのチャンスを獲得し、オラフ・トーンがアンドレアス・ブレーメに短いパスを出すと、パーカーはブレーメに向かって突進したが、ブレーメのシュートがパーカーの右足に当たり、ボールは放物線を描き、ピーター・シルトンの頭上を越えてゴールに吸い込まれてしまった。
しかし、後半34分にはハーフウェライン右端からパーカーがロングボールを西ドイツ代表のペナルティエリアに送ると、相手ディフェンダーが処理を誤ったボールがゲーリー・リネカーの下に転がり、イングランド代表は同点に追いついた。
試合はPK戦の末に敗れたが、成功を収めたイングランド代表の一員として名を残した。
監督がグレアム・テイラーに代わると、EURO 92予選を含め、 アーセナルのリー・ディクソンが起用されるようになったが、本大会を前にパーカー、ディクソン、スティーヴンス、ロブ・ジョーンズが故障しており、テイラーはセンターバックの選手を右サイドバックで起用したが、イングランド代表はグループステージで敗退した。
ほぼ18ヶ月間を怪我により離脱していたが、1993年の10月に重要な1994 FIFAワールドカップ予選のオランダ代表戦にテイラーにより招集された。しかし、イングランド代表は0-2で敗れ、2度目のワールドカップ出場の夢は潰えることになった。
テリー・ヴェナブルズの初戦となったデンマーク代表戦には招集されたが、数名の選手が試された後にガリー・ネヴィルがポジションを掴み、パーカーの代表でのキャリアは19キャップに終わった。

## 監督経歴
現役引退後、2001年6月にチェルムスフォード・シティの監督に就任し、その後ウェリング・ユナイテッドの監督に就任した。

## メディア活動
カンファレンス・ナショナルの試合の中継で解説者を務め、2011年からマレーシアとシンガポールでも解説者として活動していた。2014 FIFAワールドカップではブラジルを訪れ、初めてワールドカップの報道に加わった。